# Ganso Gabriel
Ganso Gabriel é um personagem do Universo Disney. 

## História
Ganso Gabriel é casado com Gansólia e é o pai do Gansolino , ,  e genro de Patus Quela segundo Don Rosa. No início Carl Barks tinha escrito de maneira diferente, tendo inclusive removido o Ganso Gabriel da árvore genealógica da Família Pato.

## Nomes em outros idiomas
- Alemão: Gangolf Gans
- Dinamarquês: Gunnar Gås
- Finlandês: Martti Hanhi
- Grego: Αργύρης Χήνος
- Holandês: Archibald Gans
- Inglês: Luke Goose
- Italiano: Luca dell'Oca
- Norueguês: Gunnar Gås
- Polonês: Lucjusz Gęg